# França nos Jogos Olímpicos de Verão de 1972
A França participou dos Jogos Olímpicos de Verão de 1972 em Munique, na Alemanha Ocidental.